# 小柳常吉 (大関)
小柳 常吉（こやなぎ つねきち、1817年（文化14年）8月 - 1858年5月6日（安政5年3月23日）は、上総国市原郡上高根村（現・千葉県市原市上高根）出身の大相撲力士。本名は高石 桂治。所属部屋は武隈部屋→雷部屋→阿武松部屋。アンコ型の大関として知られた。

## 略歴
横綱阿武松緑之助の弟子となり1835年（天保6年）1月緑松 慶治郎の名で二段目に付け出されるが4番取って全敗。翌10月場所東二段目11枚目につくも2敗して休場。1836年（天保7年）2月8枚目に上がって緑松 常吉と改めるが1預を挟んで4連敗。6日目に漸く初白星を上げた。（この場所6日目限り）その後も負け越し続きながら番付はじりじり上がった。これは師匠阿武松の威光に加えその肥満振りが将来の大物と衆目一致していたからであった。
1837年（天保8年）10月二段目6枚目で師匠の前名をもらい小柳 常吉と改名、この場所6勝4敗と初めて勝ち越す。徐々に力をつけ1840年（天保11年）2月入幕。1843年（天保14年）11月には7勝1分1休で優勝相当成績を上げるなど好成績を残すが初土俵時とは逆に番付はあまり上がらなかった。。1844年（天保15年）10月阿波藩に抱えられたが1場所のみでのち大名の抱えにはならなかった。
1845年（弘化2年）11月小結に上がるが上に剣山、鏡岩がいたため小結を連続9場所、さらに1850年（嘉永3年）3月から関脇を連続5場所務め1852年（嘉永5年）11月大関となった。この頃は既に下り坂で大関を7場所務め1856年（安政3年）1月限り引退、年寄2代阿武松常吉を襲名したが1858年（安政5年）3月23日数え42歳で死去した。
170cm150kgでアンコ型ながら動きは俊敏であったが長く前かがみになっていることが苦手で仕切りを急ぐあまり相手の作戦に乗ぜられることが少なくなかった。闘志漲る風貌で残された錦絵にはいずれも眼光鋭く描かれている。また、寶川石五郎（最高位:西前頭筆頭）が苦手で3敗を喫している。
1854年（嘉永7年）ペリー提督率いる黒船が再び浦賀に来航した際に一行に相撲を見せることとなり2月24日横浜で土俵入りや稽古相撲を見せた。またデモンストレーションとして五斗俵を差し上げて歩いてみせた。小柳は力自慢のアメリカの水兵を3人同時に相手にし、1人を差し上げ1人を小脇に抱え1人を脚下に踏みつけ彼等の肝を奪ったという。
幕内32場所 131勝47敗28分6預1無59休 優勝相当成績5回

## 場所別成績
| 1835年 | 幕下付出 0–4             | 東幕下11枚目 –        |
| 1836年 | 東幕下9枚目 1–4 1預      | 東幕下9枚目 4–5 1分   |
| 1837年 | 東幕下7枚目 3–7          | 東幕下6枚目 6–4       |
| 1838年 | 東幕下7枚目 0–3 1分      | 東幕下6枚目 4–6       |
| 1839年 | 東幕下5枚目 6–3 1分      | 東幕下筆頭 6–4        |
| 1840年 | 東前頭6枚目 4–5–1        | 東前頭3枚目 3–4–3     |
| 1841年 | 西前頭2枚目 2–1–2 5預    | 西前頭2枚目 4–1–3     |
| 1842年 | 東前頭2枚目 4–2–1 2分1無 | 東前頭2枚目 4–2–4     |
| 1843年 | 東前頭2枚目 6–1–2 1分    | 東前頭2枚目 7–0–2 1分 |
| 1844年 | 東前頭筆頭 1–0–9         | 東前頭筆頭 6–3–1      |
| 1845年 | 東前頭筆頭 5–1–3 1分     | 東小結 6–1–3          |
| 1846年 | 東小結 0–0–10            | 東小結 4–0–5 1預      |
| 1847年 | 東小結 6–1–2 1分         | 東小結 8–1–1          |
| 1848年 | 東小結 4–3–1 2分         | 東小結 7–1–1 1分      |
| 1849年 | 東小結 5–0–5             | 東小結 6–1–2 1分      |
| 1850年 | 東関脇 6–0–2 2分         | 東関脇 4–2–2 2分      |
| 1851年 | 東関脇 2–1–1 1分         | 東関脇 4–1–1 4分      |
| 1852年 | 東関脇 3–2–2 3分         | 東大関 5–2–1 2分      |
| 1853年 | 東大関 5–3–1 1分         | 東大関 5–1–2 2分      |
| 1854年 | 東大関 3–3–4             | 東大関 2–4–3 1分      |
| 1855年 | 東大関 – 興行中止        | x                     |
| 1856年 | 東大関 引退 0–0–10       | x                     |
| 各欄の数字は、「勝ち-負け-休場」を示す。 優勝 引退 休場 十両 幕下 三賞：敢=敢闘賞、殊=殊勲賞、技=技能賞 その他：★=金星 番付階級：幕内 - 十両 - 幕下 - 三段目 - 序二段 - 序ノ口 幕内序列：横綱 - 大関 - 関脇 - 小結 - 前頭（「#数字」は各位内の序列） |                          |                       |

- 当時は十両の地位が存在せず、幕内のすぐ下が幕下であった。番付表の上から二段目であるため、現代ではこの当時の幕下は、十両創設後現代までの十両・幕下と区別して二段目とも呼ぶ。

## 改名歴
- 緑松 慶治郎 - 1835年1月場所 - 1835年11月場所
- 緑松 常吉 - 1836年1月場所 - 1837年1月場所
- 小柳 常吉 - 1837年10月場所 - 1856年1月場所